# Analogia (biologia)

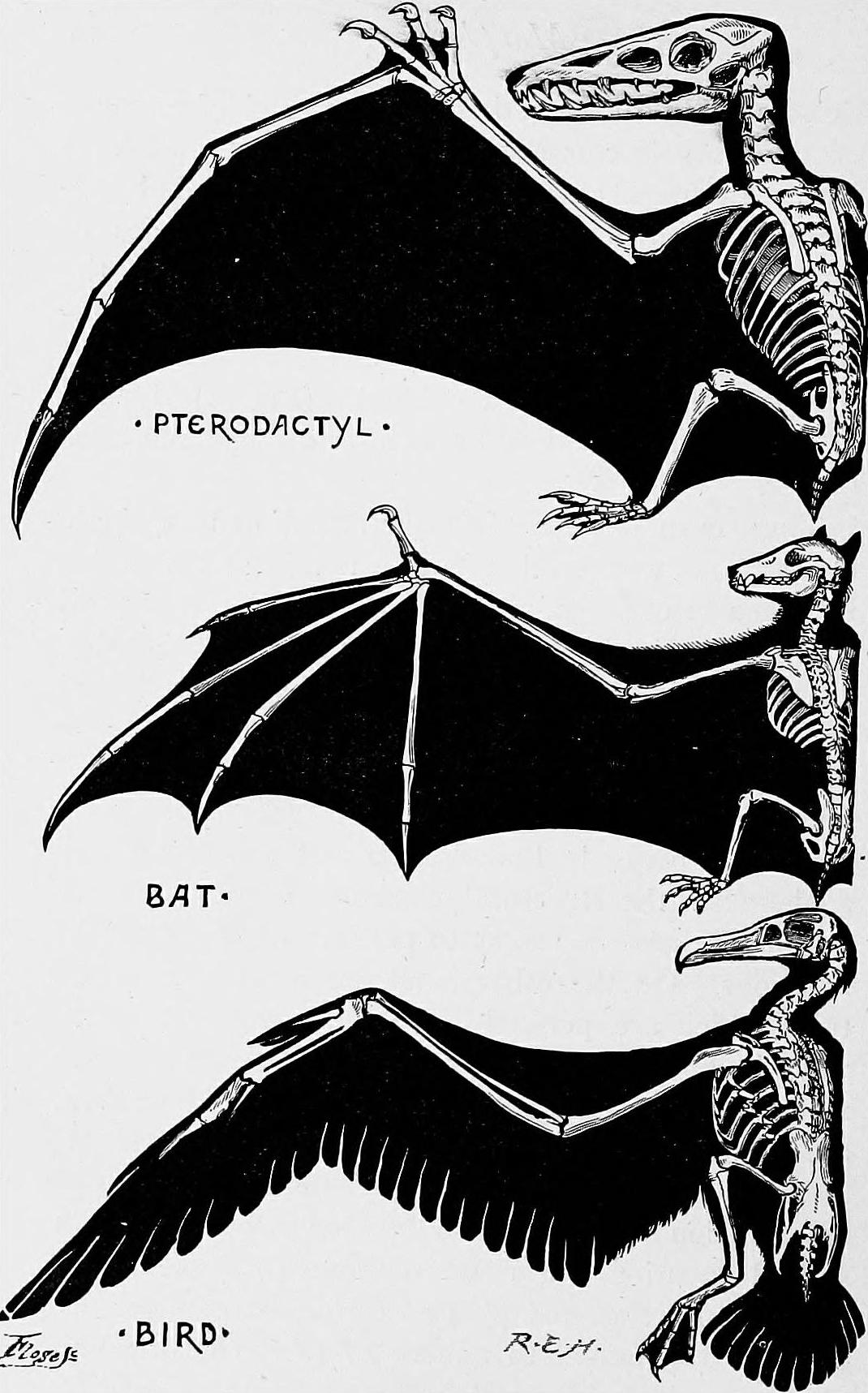
Les ales de pterosaure (1), ratpenat (2) i ocell (3) són homòlogues: tenen la mateixa funció i una estructura semblant, i no han evolucionat independentment.

En biologia dues estructures són anàlogues si presenten la mateixa o similar funció per un mecanisme semblant però que ha evolucionat separadament. Les estructures similars poden haver evolucionat per diferents camins, en un procés conegut com a convergència evolutiva, o bé poden ser homòlogues.
El concepte analogia es contraposa al concepte homologia, que fa referència a dues estructures que comparteixen un avantpassat comú i comparteixen una estructura bàsica. Les estructures homòlogues poden retenir la funció que servia a l'ancestre comú o poden adquirir funcions diferents com per exemple les ales dels ocells versus les potes dels mamífers.